# Người thợ cạo Sibir
Người thợ cạo Sibir (tiếng Nga: Сибирский цирюльник, tiếng Anh: The Barber of Siberia, tiếng Pháp: Le barbier de Sibérie, tiếng Séc: Lazebník sibiřský, tiếng Ý: Il barbiere di Siberia) ilà một bộ phim Nga năm 1998 tái hợp đội ngũ đạo diễn từng đoạt Giải Oscar Nikita Mikhalkov và nhà sản xuất Michel Seydoux.
Phim được trình chiếu nhưng không tham gia tranh giải tại Liên hoan phim Cannes 1999.

## Lịch sử
Bộ phim đã được chọn là tác phẩm tiếng Nga cho Phim nói tiếng nước ngoài hay nhất tại Giải Oscar lần thứ 71, nhưng bị loại vì không nhận kịp gửi bản thảo đến Los Angeles với tư cách là được đề cử.

## Nội dung
Jane Callahan (Julia Ormond), một phụ nữ Mỹ có tư dung diễm lệ, biên thư cho con trai là một học viên tại một học viện quân sự nổi tiếng, về một bí mật đã được giữ kín từ lâu. Hai mươi năm trước, cô đến Nga để hỗ trợ Douglas McCracken (Richard Harris), một kĩ sư mẫn cán đang làm việc cho Đại công tước Aleksey Alexandrovich, nhà bảo trợ chính cho các phát minh của anh, một cỗ máy khổng lồ để khai thác rừng ở Siberia.
Trong chuyến du hành, cô gặp hai người đàn ông sẽ thay đổi cuộc đời cô mãi mãi : Một thiếu sinh quân Andrey Tolstoy (Oleg Menshikov) trẻ tuổi đẹp trai, chung niềm yêu thích với opera, và người còn lại là vị tướng mạnh mẽ Radlov, ông bị mê hoặc bởi vẻ đẹp và muốn kết hôn với cô. Tolstoy và Radlov, trước sự ngạc nhiên và phẫn nộ, trở thành đối thủ vì Jane. Cô tâm sự trong bí mật với Tolstoy, hứa sẽ kết hôn với anh, họ cùng nhau trải qua một đêm mặn nồng.
Nhưng sau đó, Tolstoy tình cờ nghe đồn việc Jane từ chối sự quan tâm của anh, đổi lại là nhận lấy sự ưu ái của tướng quân cũng như có thể yết kiến Đại công tước. Quá quẫn trí, Tolstoy tấn công vị tướng, gần như hiển nhiên, ông dễ dàng bắt giữ đối thủ trẻ tuổi với tội danh sai trái và trục xuất anh đến Sibir để chịu 7 năm lao động khổ sai và 5 năm phát vãng.

## Kĩ thuật
Bộ phim được thực hiện tại Nga và Bồ Đào Nha năm 1998.

### Sản xuất
- Biên kịch : Nikita Mikhalkov, Rustam Ibragimbekov, Rospo Pallenberg
- Soạn nhạc : Edouard Artyomyov
- Nhiếp ảnh : Pavel Lebechev
- Đơn vị : António da Cunha Telles (Portugal), Oldrich Mach (Prague), Nikita Mikhalkov, Michel Seydoux, Leonid Verechtchaguine  pour Three T Productions, Caméra One, France 2 Cinéma, Medusa Produzione, Barrandov Biografia, Goskino, Eurimages, Canal+

### Diễn xuất
- Julia Ormond – Jane Callahan-McCracken
- Richard Harris – Douglas McCracken
- Oleg Menshikov – Andrey Tolstoi / Andrew McCracken
- Aleksei Petrenko – General Radlov
- Marina Neyolova – Sinh mẫu Andrey Tolstoi
- Vladimir Ilyin  – Captain Mokin
- Daniel Olbrychski – Kopnovsky
- Anna Mikhalkova – Dunyasha
- Marat Basharov – thiếu sinh quân Polievskyy
- Nikita Tatarenkov – thiếu sinh quân Alibekov
- Artyom Mikhalkov – thiếu sinh quân Buturlin
- Georgiy Dronov – thiếu sinh quân Nazarov
- Avangard Leontyev –  Chú của Andrey
- Robert Hardy – Forsten
- Elizabeth Spriggs – Bá tước phu nhân Perepyolkina
- Nikita Mikhalkov – Tsar Aleksandr III

## Phong hóa

### Âm nhạc
- Chopin – Nocturne in D-flat major, Op. 27, No. 2. Jane chơi bản nhạc này khi Tướng Radlov cầu hôn cô ấy.[4]
- Mozart – Piano Concerto No. 23 in A major, K. 488 II Adagio. Đây là lúc con trai của Jane chơi để thuyết phục sĩ quan kỷ luật rằng "Mozart là một nhà soạn nhạc vĩ đại".[5][6]

### Vinh hiển
Bộ phim được bình chọn là một trong mười phim cảm động nhất trong lịch sử Điện ảnh Nga (xếp thứ 9) - theo kết quả thăm dò của Izvestia, tác phẩm xuất sắc này của nhà điện ảnh Nikita Mikhalkov đã được đề cử cho hạng mục Đội ngũ đạo diễn xuất sắc nhất (cùng với nhà sản xuất Michel Seydoux) tại lễ trao giải Oscar (1998) và trở thành bộ phim được trình chiếu tại Liên hoan phim Cannes (1999).

## Liên kết
- Website chính thức (bằng tiếng Nga)
- Người thợ cạo Sibir tại AllMovie
- Người thợ cạo Sibir trên Internet Movie Database
- Trailer and Screenshots
- The Barber of Siberia stirs controversy Sergei Blagov, Asia Times, 17 April 1999.
- Người thợ cạo Sibir tại Rotten Tomatoes
- {Cite web |url=http://www.trite.ru/news/22/ |title=Новости студии «ТриТэ» от 16.02.2005 |access-date=2015-01-10 |archive-date=2015-01-10 |archive-url=https://web.archive.org/web/20150110211341/http://www.trite.ru/news/22/ |deadlink=no }}
- "Новости Лента. Ру 24 сентября 2014". Lưu trữ bản gốc ngày 10 tháng 1 năm 2015. Truy cập ngày 10 tháng 1 năm 2015.
- "«СИБИРСКИЙ ЦИРЮЛЬНИК» ВОЗВРАЩАЕТСЯ НА БОЛЬШИЕ ЭКРАНЫ". Lưu trữ bản gốc ngày 10 tháng 3 năm 2021. Truy cập ngày 12 tháng 3 năm 2021.
- "Sibirskij Tsiryulnik". Lưu trữ bản gốc ngày 5 tháng 3 năm 2016. Truy cập ngày 26 tháng 2 năm 2012.